# Copley Township (Ohio)

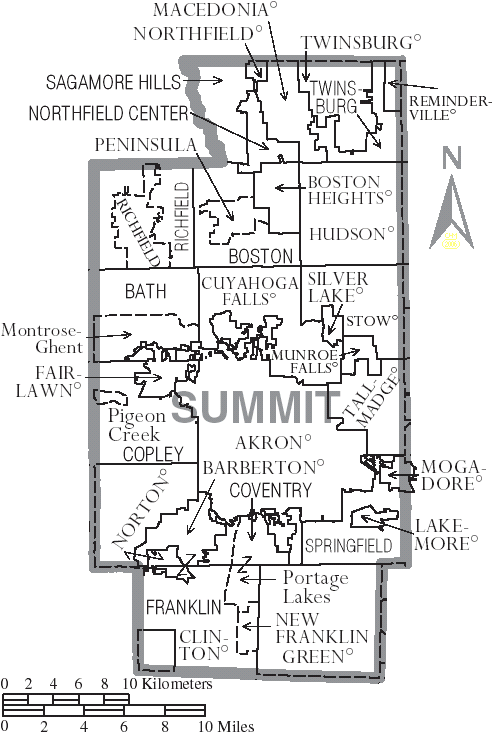
Lage des Copley Townships im Summit County, westlich der Stadt Akron

Copley Township ist eines der neun Townships des Summit Countys, Ohio, Vereinigte Staaten. Die Volkszählung im Jahr 2000 ergab 13.641 Menschen im Township.

## Geschichte
Während des Britisch-Amerikanischen Krieges kam im Jahr 1813 Major George Croghan in dieses Gebiet und schlug an der heutigen Smith Road ein Lager auf, bevor er weiter westwärts zog. Einer seiner Soldaten war Jonah Turner aus Pennsylvania, der beschloss, später in diese Gegend zurückzukehren, um das Land zu kultivieren, falls er den Krieg überleben sollte. 1814 wurde Jonah Turner der erste Siedler im Gebiet des späteren Copley Townships.

## Persönlichkeiten
- Carrie Coon (* 1981 in Copley), Schauspielerin